# 浅間幟祭り
浅間幟祭り（せんげんのぼりまつり）は、東京都江戸川区で開催される祭りである。区指定無形民俗文化財。

## 概要
938年（天慶元年）に創建された篠崎浅間神社は、区内で最も歴史のある神社である。
木花開耶姫尊（このはなさくやひめのみこと）が祀られた境内には多くの樹木が茂ることから「せんげん様の森」として親しまれている。
この祭りは、富士信仰が盛んであった江戸時代の文化・文政期（19世紀初め）に始まったとされる。同神社の周辺には氏子の地区が5つあり、富士山の山開きの7月1日に合わせて各地区がそれぞれ一対の幟を奉納したことが始まりと言われている。
戦後は人手不足のため3年に一度の開催に縮小され、クレーンなどの機械で立てた時期もあったが、人力で立てたいとの思いから、1980年（昭和55年）に氏子や地域住民らにより「幟会」が結成され、同会のメンバーを中心に現在は隔年で開催されている。

## 内容
幟に使われるのは、長さ12間（21.72m）、直径25cm、重さ約1tの丸太と幅約1.5mの大幟旗である。先端には「くるり」と呼ばれる筒に男竹をつけたものを差し込む。これを幟会のメンバーら約100人が綱と滑車を利用し、綱を上下に揺らしながら「もんで、もんで」のかけ声で立ち上げる。
最終日に行われる幟返しでは、幟上げと同様に氏子たちが協力して幟を降ろす。 幟の先端に付けられた笹竹や紙垂は、火除けや安産のお守りとして氏子に配られる。